# Off the Wall (album Michael Jackson)
Off the Wall è il quinto album in studio da solista del cantante statunitense Michael Jackson e il primo pubblicato dall'etichetta Epic Records, il 10 agosto 1979.
Giudicato da molti il suo primo vero album, essendo il primo dell'età adulta (21 anni alla pubblicazione) e il primo al quale collaborò in qualità di compositore e cantautore, fu anche il primo ad essere prodotto da Quincy Jones. Presenta uno stile più vario rispetto ai precedenti album sia da solista che con i Jackson 5 dell'era Motown, spaziando dal rhythm and blues alla disco music, al funk e al pop.
Le critiche furono molto positive, in particolar modo all'indirizzo della performance vocale di Jackson, e valse al cantante il suo primo Grammy Award come cantante solista, per l'interpretazione di Don't Stop 'Til You Get Enough che ricevette il premio come miglior interpretazione R&B maschile. Grazie a ciò, Jackson divenne anche il primo artista nella storia della musica ad aver piazzato nella Top 10 della Billboard Hot 100 quattro singoli provenienti dallo stesso album (due dei quali direttamente alla numero uno): Don't Stop 'Til You Get Enough, Rock with You, Off the Wall e She's Out of My Life.
Recenti recensioni di All Music Guide, Blender e altri critici musicali hanno continuato a lodare Off the Wall per la sua importanza cruciale nella musica del XXI secolo. Nel 2003, la nota rivista musicale Rolling Stone l'ha inserito alla posizione numero 68 della sua lista dei 500 migliori album, mentre nella versione aggiornata al 2020 è salito alla posizione numero 36. Sempre nel 2003, il network televisivo VH1 nominò Off the Wall il 36º album più importante di tutti i tempi. Nel 2008, invece, ha fatto il suo ingresso nella prestigiosa Grammy Hall of Fame.
Il 6 ottobre 2001, in occasione dell'anniversario dei 30 anni di carriera solista di Jackson, l'album fu ristampato in una edizione speciale contenente due demo inedite e varie interviste a Quincy Jones e a Rod Temperton.
Il 26 febbraio 2016 uscì un cofanetto contenente il CD originale rimasterizzato, un nuovo libretto di 15 pagine e il DVD o il Blu-Ray del documentario di Spike Lee intitolato Michael Jackson's Journey from Motown to Off the Wall.

## Descrizione

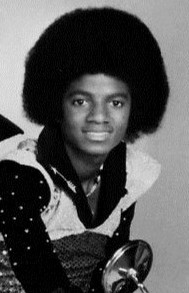
Michael Jackson nel 1977.

### Antefatti
Dopo l'uscita di una serie di album da solista pubblicati sotto l'etichetta Motown Records tra il 1972 e il 1975, dove Jackson, all'epoca dei fatti adolescente, non era mai stato coinvolto in nessun modo al processo creativo dei due dischi il cantante, assieme ai fratelli, passò alla nuova etichetta discografica, la Epic Records, che aveva promesso loro maggiore libertà artistica. Nel 1976 nell'album The Jacksons, Michael pubblicò la prima canzone scritta e composta da lui, intitolata Blues Away. Negli anni seguenti lui e i fratelli pubblicarono sempre più canzoni scritte e composte da loro.
Nel 1978 Michael Jackson recitò nella parte dello spaventapasseri nel film-musical I'm Magic (The Wiz), distribuito negli Stati Uniti il 24 ottobre 1978: fu il suo primo ruolo da attore protagonista e, nonostante il film fu un flop, la sua interpretazione venne lodata dai critici ed ebbe modo di collaborare alla colonna sonora assieme all'amica Diana Ross e al produttore Quincy Jones, che il cantante aveva incontrato brevemente da bambino al tempo dei Jackson 5, ma che ebbe modo di conoscere meglio sul set. Jackson chiese a Jones di aiutarlo a trovare un produttore per il suo primo album da solista per la Epic, e Jones propose se stesso. La casa discografica non era felice della scelta, ritenendo che Jones avesse uno stile "troppo jazz", ma alla fine cedettero e il produttore mise su in breve tempo un team di prim'ordine di collaboratori, musicisti e tecnici e si misero tutti presto al lavoro.
Il 17 novembre 1978 uscì Destiny, primo album in cui Michael e i fratelli Jackson avevano scritto e composto insieme tutte le tracce, tranne una, che ebbe un grande successo. Michael Jackson una volta passato alla Epic, aveva solo realizzato album coi fratelli, venendo percepito nuovamente come membro di un gruppo e non come cantante solista; il film The Wiz e il nuovo album da solista sul quale stava per iniziare a lavorare, erano un chiaro segnale della sua volontà di distaccarsi dai fratelli.

### Genesi

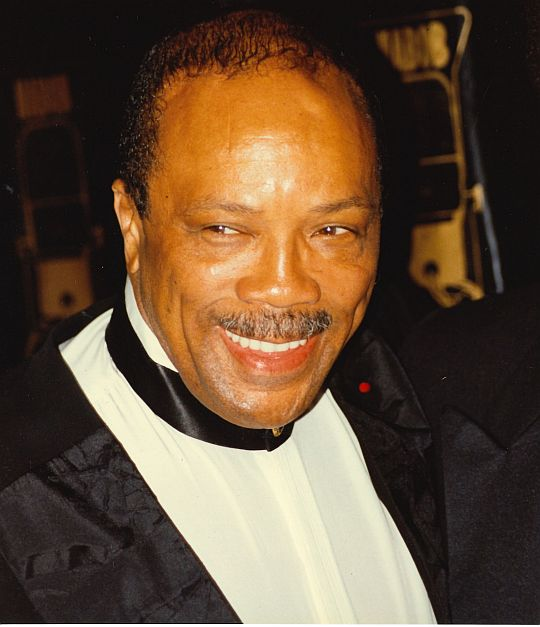
Quincy Jones, produttore dell'album.

L'album fu influenzato dalle atmosfere disco music degli anni precedenti, come dal successo di Saturday Night Fever, del 1977, dai generi jazz, funk, soul, pop e, ovviamente, rhythm and blues, di cui è considerato uno degli album simbolo. Il 29 agosto 1978, Jackson festeggiò il suo ventesimo compleanno allo Studio 54 di New York e da qui trasse parte dell'ispirazione per le atmosfere dell'album, dichiarando:
Inoltre, come dichiarato nella sua autobiografia, Moonwalk (1988), dopo il successo dell'album dei Jacksons, Destiny, Jackson dichiarò che non voleva rimanere ancorato al passato e a quel sound:
Il 1979 fu segnato dell'arrivo del movimento quasi-razzista "Disco Sucks" (la disco fa schifo); l'album è stato pubblicato pertanto verso la fine dell'era della disco music ed è riuscito a comprendere gran parte di ciò che ha reso quello stile così contagioso, ma spingendosi anche oltre. Secondo il produttore Quincy Jones, nonostante le chiare influenze disco, l'idea era quella di distanziare lo stile il più possibile da quello della musica imperante in quel periodo:
(Quincy Jones)

### Collaborazioni

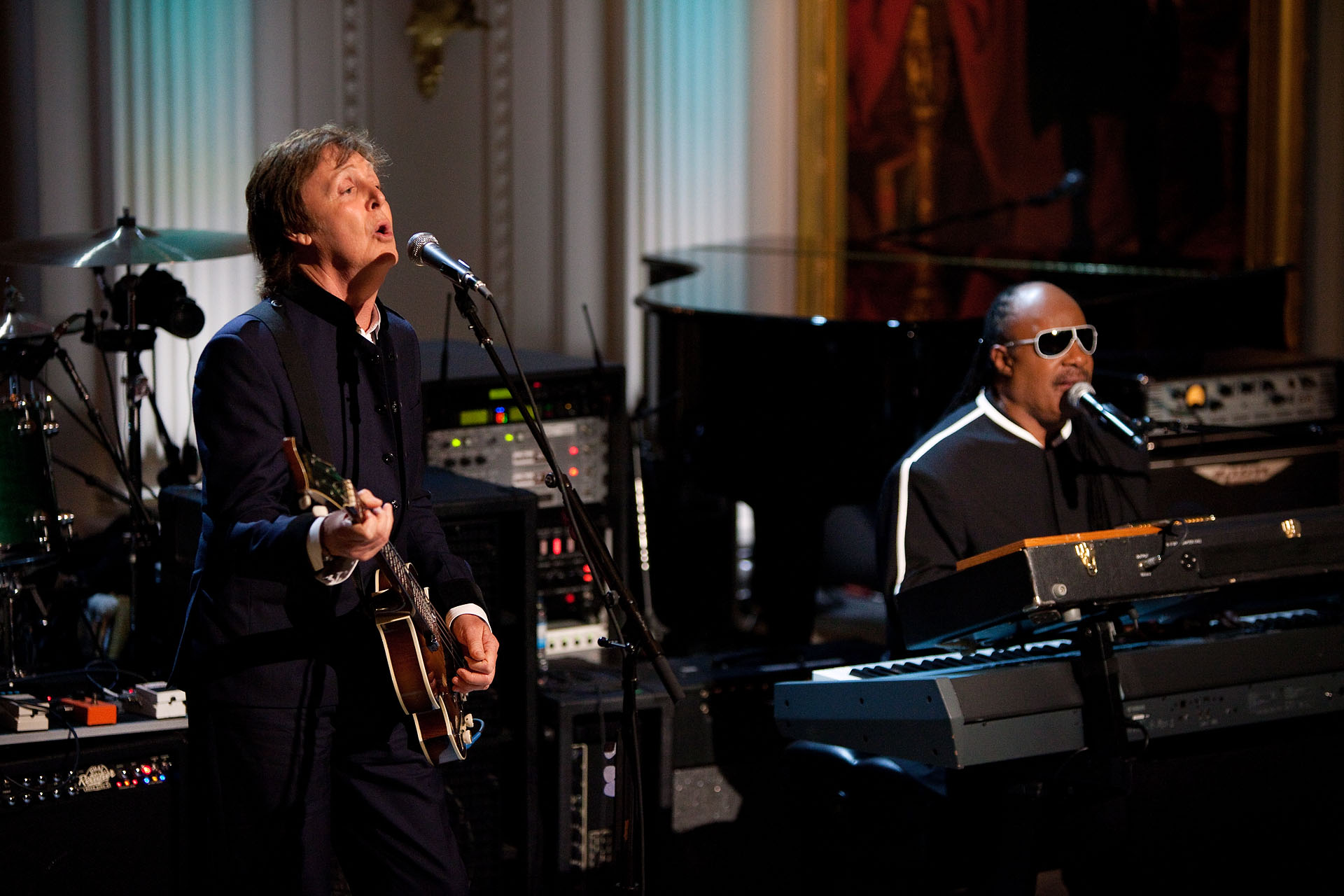
Paul McCartney, che scrisse la canzone Girlfriend per Jackson, e Stevie Wonder, che scrisse I Can't Help It.

Off the Wall segnò la prima collaborazione di Jackson con Quincy Jones come produttore, col quale avrebbe ancora collaborato ai due successivi album in studio Thriller, nel 1982, e Bad, nel 1987, nonché con Paul McCartney, che scrisse per Jackson il pezzo Girlfriend, anche se ne registrò una sua versione col gruppo Wings per l'album London Town nel 1978. I due avrebbero collaborato ancora nel 1982 a The Girl Is Mine nell'album Thriller e, nel 1983 a Say Say Say e The Man nell'album Pipes of Peace di McCartney. Jones propose inoltre a Jackson il cantante e compositore britannico Rod Temperton, all'epoca conosciuto come membro fondatore degli Heatwave, che scrisse tre pezzi per l'album: Rock With You, la title-track Off the Wall e Burn This Disco Out. Un'ulteriore collaborazione fu quella con Stevie Wonder, che scrisse per Jackson il brano I Can't Help It, i due avrebbero lavorato ancora insieme nel 1987 in Just Good Friends per l'album Bad di Jackson e in Get It per l'album Characters di Wonder.
Parteciparono al disco anche Patti Austin, come corista, e Carole Bayer Sager, come compositrice, in It's the Falling in Love. Tra gli strumentisti e arrangiatori presero parte al lavoro in studio Jeff Porcaro (batteria) e Steve Porcaro (sintetizzatori) della band Toto, Greg Phillinganes e George Duke (sintetizzatori), Paulinho da Costa (percussioni), David Foster e Johnny Mandel (arrangiamenti), Louis Johnson (basso), Larry Williams (sassofono e flauto) e il tecnico del suono Bruce Swedien, cha aveva già lavorato l'anno prima con Jackson e Jones alla colonna sonora del film The Wiz, e avrebbe lavorato da questo momento in poi a tutti i successivi album da solista di Jackson.

### Registrazione
Le sessioni di registrazione del disco iniziarono ufficialmente nel dicembre del 1978 agli Allen Zentz Recording Studios e, dopo circa sei mesi di lavoro, si conclusero ai Westlake e ai Cherokee Studios per le ultime rifiniture.
Il titolo originale doveva essere "Girlfriend", per approfittare del traino della canzone omonima scritta da Paul McCartney per Jackson, ma venne infine cambiato in "Off the Wall" perché si prestava meglio allo stile coming of age dell'album. Riguardo al processo di registrazione, Quincy Jones dichiarò:
Ho anche cercato di indirizzarlo verso canzoni con più profondità, alcune delle quali su relazioni vere: non ce l'avremmo fatta con ballate sui roditori (ad esempio Ben). E Seth Riggs, un importante vocal coach, gli ha dato esercizi vigorosi per espandere la sua estensione superiore e inferiore di almeno una quarta, di cui avevo disperatamente bisogno per far decollare il dramma vocale. Ci siamo avvicinati a quel disco come se stessimo andando in battaglia.»
(Quincy Jones, intervista al Los Angeles Times, 30 giugno 2009)

## Copertina e immagine
Fu posta molta attenzione sulla scelta della foto di copertina e sulla nuova immagine del cantante. Nonostante il recente successo di Destiny (1978), realizzato coi The Jacksons, che vedeva un Michael Jackson già adulto e in totale controllo sul suo lavoro, il pubblico generalista aveva ancora in mente l'immagine del cantante come bambino prodigio dei Jackson 5. Uno degli obiettivi principali di Off the Wall era pertanto quello di presentare il "nuovo" Michael Jackson adulto. Si affidarono allora a Mike Salisbury, un esperto di pubblicità che si occupava del marketing di star della musica come George Harrison, James Taylor, Ike & Tina Turner e della direzione artistica della rivista Rolling Stone. Fu così che Salisbury, Ron Weisner, il manager di Jackson di allora, in accordo con Quincy Jones, ebbero l'idea di rinnovare l'immagine di Jackson come il "Frank Sinatra nero" e consigliarono al cantante di indossare lo smoking perché, secondo loro, quell'abito rappresentava un rito di passaggio, perché veniva spesso usato ai matrimoni o alle feste di laurea. L'unica idea di Jackson furono i calzini bianchi, che erano già diventati un suo marchio di fabbrica. Una prima serie di foto vennero scattate dal fotografo Steven Harvey vicino ad un muro al primo piano dell'Osservatorio Griffith al Griffith Park di Los Angeles, ma non convinsero del tutto né il cantante né il suo team. Quella stessa sera, durante un incontro tra il pubblicitario, il fotografo e Jackson al 7801 di Beverly Boulevard sempre a Los Angeles, in quello che allora era lo studio fotografico di Harvey, Salisbury uscì per una boccata d'aria e, non lontano dallo studio, trovò un muro che faceva al caso loro, sul retro di una farmacia, al 7771 di Beverly Boulevard. Così chiamò Jackson, che si mise in posa, e il fotografo scattò l'iconica foto che sarebbe diventata la copertina ufficiale dell'album. Nel 2022, accanto al muro in cui venne scattata la famosa foto, è stato realizzato un murale commemorativo autorizzato dalla società che detiene l'eredità dell'artista, in celebrazione degli oltre 40 anni dalla pubblicazione dell'album.
Il 6 novembre 1979, proprio mentre l'album iniziava a decollare, Michael Jackson scrisse un messaggio motivazionale a se stesso, ritrovato dopo la sua morte:
(Michael Jackson, 6 novembre 1979)

## Accoglienza
| Recensione       | Giudizio |
| ---------------- | -------- |
| AllMusic         |          |
| Rolling Stone    |          |
| Robert Christgau | A        |

Il disco ricevette molte recensioni positive, in particolar modo per l'interpretazione vocale di Jackson, ed è inoltre ampiamente considerato dalla critica e dalle pubblicazioni musicali più famose come uno dei più grandi album di tutti i tempi ed è spesso definito come uno dei due "capolavori" di Jackson, assieme al suo successivo album, Thriller.
Il critico di Rolling Stone, Stephen Holden, nella sua prima recensione all'album nel 1979, lo descrisse così: «Off the Wall segna il primo passo decisivo di Jackson verso una personalità matura del mondo dello spettacolo [...] Un pop-R&B raffinato e sofisticato; presentato con un taglio decisamente disco, Off the Wall presenta Michael Jackson come lo Stevie Wonder degli anni Ottanta. [...] Un trionfo per il produttore Quincy Jones così come per Michael Jackson, Off the Wall rappresenta il glamour disco post-Motown al suo massimo livello». La stessa rivista lo descrisse in seguito come «l'album che ha inventato il pop moderno come lo conosciamo oggi».
Robert Christgau per The Village Voice descrisse l'album come «il ritmo dance dell'anno» aggiungendo: «Il vocabolario di Michael di grugniti, strilli, singhiozzi, gemiti e digressioni è un vivido promemoria del fatto che è cresciuto», dando all'album la massima valutazione "A".
Stephen Thomas Erlewine di AllMusic ha commentato con entusiasmo: «Off the Wall [...] è stato la sua svolta, l'album che lo ha reso un'artista di talento sorprendente e una stella brillante a pieno titolo. [...] un album visionario, un disco che ha trovato un modo per spalancare la disco in un nuovo mondo in cui il ritmo era innegabile [...] un disco enormemente fresco, che rimane vibrante e vertiginosamente eccitante anni dopo la sua uscita. [...] Questa è musica altamente professionale, altamente artigianale e i suoi dettagli sono evidenti, ma l'effetto complessivo non è altro che puro piacere.» dando all'album 5 stellette su 5.
Il The Guardian, in una retrospettiva per gli oltre 30 anni dell'album, dichiarò tramite il critico Tom Ewing che ciò che colpiva, più di 30 anni dopo, era quanto l'album fosse «autodisciplinato» e «gioiosamente compatto». Parlando di Don't Stop 'Til You Get Enough, il critico confronta Jackson ad un supereroe della Marvel: «l'introduzione parlata lo vede lottare come un personaggio dei fumetti Marvel con il potere dentro di lui, per poi rilasciarlo in modo glorioso. In questa fase, non è il Peter Pan del pop quanto il suo Peter Parker, un giovane travagliato che impara a usare le sue abilità sbalorditive, e ogni emozione in Off the Wall sembra essere sentita ed espressa per la prima volta. Quando la voce di Jackson si spezza sulla ballata centrale She's Out of My Life, il disco è già un trionfo». Concludendo che, con questo disco, Jackson e il suo mentore Jones «hanno realizzato il grande album coming-of-age del pop».
In una retrospettiva del 2019, per celebrare i 40 anni dell'album, il critico musicale Andy Healy dichiara che con questo album, e attraverso le registrazioni successive, Michael Jackson «ha cambiato per sempre il panorama musicale» concludendo che «ascoltando Off The Wall ora, 40 anni dopo, è facile dimenticare gli ostacoli che Jackson ha dovuto affrontare. Il successo sembra un fatto compiuto. Ma è un raro momento della sua carriera in cui ha cercato di mettersi alla prova piuttosto che superare se stesso. C'è un vero senso di gioia evidente nella registrazione e in ogni interpretazione. Era al posto dove doveva essere, facendo ciò che doveva fare e amando ogni momento di ritrovata libertà creativa. È il suo album "niente da perdere ma qualcosa da dimostrare". Il suo album di maturità. È il suo primo passo verso un successo senza precedenti».

## Premi e riconoscimenti
Nel 1980 l'album ricevette un Grammy Award alla Migliore interpretazione vocale rhythm and blues di un artista maschile per Don’t Stop ‘til You Get Enough. Lo stesso anno ricevette un premio dalla rivista Billboard come Miglior album di musica black e tre premi agli American Music Award come Album soul preferito, Artista maschile soul preferito, a Jackson, e Singolo soul preferito, sempre per Don't Stop 'til You Get Enough.
Nel 1981, per due anni consecutivi e per una delle rare volte nella storia degli American Music Awards, lo stesso disco fu premiato ancora come Album soul preferito e Jackson come Artista maschile soul preferito. Nel 2008 l'album venne invece inserito nella Grammy Hall of Fame. Nel 2020, l'album è stato inserito alla posizione numero 36 della classifica de I 500 migliori album secondo Rolling Stone.

## Tracce
1. Don't Stop 'Til You Get Enough – 6:05 (Michael Jackson)
2. Rock with You – 3:40 (Rod Temperton)
3. Workin' Day and Night – 5:14 (Michael Jackson)
4. Get on the Floor – 4:39 (Michael Jackson, Louis Johnson)
5. Off the Wall – 4:05 (Rod Temperton)
6. Girlfriend – 3:05 (Paul McCartney)
7. She's out of My Life – 3:37 (Tom Bahler)
8. I Can't Help It – 4:29 (Stevie Wonder, Susaye Greene)
9. It's the Falling in Love (feat. Patti Austin) – 3:48 (Carole Bayer Sager, David Foster)
10. Burn This Disco out – 3:41 (Rod Temperton)

Tracce extra nella Special Edition del 2001
1. Intervista n°1 a Quincy Jones – 0:37
2. Introduzione a Don't Stop 'Til You Get Enough (Demo originale del 1978) – 0:13
3. Don't Stop 'Til You Get Enough (Demo originale del 1978) – 4:48 (Michael Jackson)
4. Intervista n°2 a Quincy Jones – 0:30
5. Introduzione a Workin' Day and Night (Demo originale del 1978) – 0:10
6. Workin' Day and Night (Demo originale del 1978) – 4:20 (Michael Jackson)
7. Intervista n°3 a Quincy Jones – 0:49
8. Intervista n°1 a Rod Temperton – 4:57
9. Intervista n°4 a Quincy Jones – 1:33

## Brani scartati
Alcuni brani conosciuti tratti dalle sessioni di Off the Wall non inclusi nell'album:
- Goin' to Rio
- Got to Find a Way Somehow
- Iowa
- I Wonder (prima versione di Goin' to Rio)
- Kentucky
- Sunset Driver (pubblicato nel 2004 nel box set Michael Jackson: The Ultimate Collection e nel 2022 in Thriller 40)
- Thank You for Life
- Under Your Skin
- Wanna Be Startin' Somethin' (Demo) (doveva essere inserita nell'album Off the Wall ma fu scartata e poi riarrangiata e inserita nel successivo Thriller, del 1982)
- We Are the Ones
- What a Lonely Way to Go (pubblicato nel 2022 in Thriller 40 come "What a Lovely Way to Go")
- You Ain't Gonna Change Nothin'

## Successo commerciale
L'album ha venduto oltre 9 milioni di copie nei soli Stati Uniti raggiungendo la posizione numero 3 della classifica generale statunitense e la numero 1 in quella R&B e fu l'album che segnò la consacrazione dell'artista come solista, ottenendo buoni risultati in tutto il mondo. Il suo successo fu poi battuto dal successivo Thriller, che darà il via a una lunga e fruttuosa carriera individuale, imponendo il cantante nel panorama musicale mondiale come "Re del Pop".
A seguito della morte dell'artista, avvenuta il 25 giugno 2009, Off the Wall rientrò ai primi posti nelle classifiche internazionali, in particolare negli Stati Uniti, dove vendette 250 000 copie nella prima settimana dopo il decesso e raggiunse la posizione numero 4 nella classifica generale di Billboard. Il 21 agosto dello stesso anno ricevette l'ottavo Disco di platino dalla RIAA. Il 2 febbraio 2021 l'album è stato certificato 9 volte disco di platino.

## Classifiche
| Classifica (1979/1980)                    | Posizione massima |
| ----------------------------------------- | ----------------- |
| Australia                                 | 17                |
| Francia                                   | 27                |
| Germania                                  | 25                |
| Italia                                    | 9                 |
| Norvegia                                  | 4                 |
| Nuova Zelanda                             | 2                 |
| Paesi Bassi                               | 8                 |
| Regno Unito                               | 5                 |
| Spagna                                    | 11                |
| Classifica generale di Billboard (USA)    | 3                 |
| Classifica hip hop/rhythm and blues (USA) | 1                 |

| Classifica (2009-21)                   | Posizione massima |
| -------------------------------------- | ----------------- |
| Grecia                                 | 2                 |
| Italia                                 | 15                |
| Regno Unito                            | 17                |
| Classifica generale di Billboard (USA) | 4                 |